# Luengue-Luiana Nationalpark
Luengue-Luiana Nationalpark (portugesisk: Parque Nacional do Luengue-Luiana) er en nationalpark i Angola.

## Geografi
Nationalpark har et areal på 42.000 km², og ligger i Cuando Cubango-provinsen i det sydøstlige hjørne af Angola. Parken grænser mod vest og sydvest af Kavangofloden, mod syd af grænsen til Namibia, mod øst af Cuandofloden, som danner grænsen til Zambia, og mod nord af Longa-Mavinga Nationalpark.

## Økologi
Størstedelen af parken er åben skov. De fremherskende træer er arter af Burkea, Baikiaea, Pterocarpus og Erythrophleum i den sydlige del af parken, og i de nordlige områder af parken også Julbernardia og Guibourtia. Afstanden mellem træerne er varierende. Jorden er sparsomt  dækket af græs, delvist på grund af udvasket sandjord, som holder lidt vand nær overfladen. Der er små områder med tæt skov i det nordlige-centrale område af parken.
Langs Cuandofloden er der store områder med gentagne sæsonmæssige  og flerårigt oversvømmede græsarealer, der er op til  10-15 kilometer brede, og mindre områder langs parkens andre floder. Papyrus er fremherskende tættest på floderne og i dybere farvande, findes arter af Phragmites og Miscanthus på lavt vand, i opstrøms områder og i sæsonmæssigt tørre områder.
Parken er hjemsted for en bred vifte af dyreliv, herunder store pattedyr som afrikansk elefant (Loxodonta africana), giraf (Giraffa camelopardalis), sort næsehorn (Diceros bicornis), flodhest (flodhest amphibius), elsdyrantilope (Taurotragus oryx) zebra (Equus quagga), afrikansk bøffel (Syncerus caffer), sabelantilope (Hippotragus niger), leopard (Panthera pardus), vandbuk (Kobus ellipsiprymnus) og impala (Aepyceros melampus). Parken er hjemsted for mange mindre pattedyr og fugle, og parkens vådområder er hjemsted for trækkende og fastboende vandfugle.
Dyrelivet blev stærkt formindsket af krybskytteri og for meget jagt under den lange angolanske borgerkrig, men er kommet sig noget siden krigens afslutning. Dog er krybskytteri, bushmeat-jagt og landminer fortsat trusler mod genopretningen af bestandene. De mange landminer i parken  dræber og lemlæster elefanter, afrikanske bøfler, flodheste og andre store dyr. De hæmmer også anti-krybskyttepatruljerne og begrænser parkens potentiale til at rumme økoturisme. I 2019 anslog den internationale NGO HALO Trust, der arbejder med at fjerne landminer, at der var 153 minefelter tilbage i nationalparkerne Luengue-Luiana og Longa-Mavinga. I juli 2019 lovede den angolanske regering 60 millioner dollars til at rydde landminer i regionen, et projekt som HALO og regeringen håber at færdiggøre inden 2025.

## Grænseoverskridende fredningsområde
Parken er en del af Kavango-Zambezi grænseoverskridende bevaringsområde, en gruppe af mere leller mindre sammenhængende, beskyttede områder i den øvre Zambezi-flod og Okavango- bassinerne, der strækker sig over dele af Angola, Namibia, Botswana, Zambia og Zimbabwe. Parken støder op til Zambias Sioma Ngwezi Nationalpark over Cuandofloden mod øst og Bwabwata Nationalpark mod syd i Namibia.

## Historie
I kolonitiden blev der etableret jagtreservater (coutadas) i området, der oplevede få kampe under den angolanske uafhængighedskrig 1961-1974.  Til gengæld var regionen var skueplads for kampe under den angolanske borgerkrig 1975-2002. Kombattanterne udlagde tusindvis af landminer i parken, og mange er stadig tilbage. I september 2019 besøgte den engelske prins Harry parken og talte om den presserende betydning af at fjerne landminerne fra regionen og roste regeringens nylige tilsagn om midler til fjernelse af dem.
Parken blev oprettet i 2011 ved nationalforsamlingens dekret (nr. 38/11 29. december), som udråbte nationalparkerne Luengue-Luiana og Mavinga. Den nye park omfatter de tidligere Luiana- og Mucusso-reservater.
Parken administreres af ministeriet for hoteller og turisme.